# 窦善
窦善（？—？），胡姓纥豆陵氏，一名温，扶风郡平陵县（今陕西省咸阳市秦都区）人，祖籍河南郡洛阳县（今河南省洛阳市东），北魏、西魏官员。

## 生平
正光末年，北魏北方军镇扰乱，窦善和父亲窦略、弟弟窦炽到定州避难，失陷于葛荣。葛荣想要授予窦略官职，窦略不接受。葛荣怀疑窦略有异心，于是将窦略留在冀州，让窦善和窦炽跟随自己的军队。窦善在北魏官至中军大都督，封南城公，永熙三年（534年）七月，魏孝武帝元修将要西迁关中，窦善和弟弟窦炽重新回到洛阳城下，与武卫将军高金龙在千秋门交战，击败对方，进入宫城，取御马四十匹以及马鞍，进献给魏孝武帝。魏孝武帝大喜，赐给窦善和窦炽每人两匹骏马，十匹劣马。之后窦善在西魏官至太仆、卫尉卿、汾州北华州陇州三州刺史、骠骑大将军、开府仪同三司，封永富县公，死后谥号忠。

## 家庭

### 父亲
- 窦略，北魏平远将军，北周追赠少保、柱国大将军、建昌公

### 兄弟姐妹
- 窦兴
- 窦拔
- 窦岳，北周追赠大将军、冀州刺史
- 窦炽，隋朝上柱国、太傅、邓恭公

### 子女
- 窦荣定，隋朝上柱国、左武卫大将军、陈懿公